# Detekcja obiektów
Detekcja obiektów – wykrywanie danych obiektów na przedstawionym obrazie (np. zdjęcie fotograficzne, plik video itp..) o tych samych cechach, które można przypisać do danej kategorii. Wykrywanie obiektów ściśle łączy się z pojęciem wizji komputerowej. Zakładając, że na przedstawionym obrazie jest kilka przedmiotów, to detekcja obiektów ma za zadanie wychwycić obrazy, które należą do tego samego zbioru. Przykład: na zdjęciu miasta zostaną wykryte budynki, samochody, ludzie i to, co jeszcze będzie przedstawione. Dopiero w segmentacji semantycznej następuje konkretne przypisanie obiektów do klas. Bardzo często na etapie detekcji obiektów stosuje się uczenie głębokie.
Wizja komputerowa obejmuje:
- detekcję obiektów
- segmentację semantyczną
- segmentację instancji
- analizę kontekstu